# São Miguel do Rio Torto
São Miguel do Rio Torto es una freguesia portuguesa del municipio de Abrantes, con 52,25 km² de área y 3422 habitantes (2001). Densidad: 65,5 hab/km².

## Localización
La freguesia de São Miguel do Rio Torto se localiza en la zona occidental del municipio, al sur del Tejo. Tiene como vecinas las freguesias de São Vicente y São João al norte, Rossio ao Sul do Tejo al noreste, el Pego y São Facundo al este, Bemposta al sur y sureste es Tramagal al noroeste está el municipio de Constância ubicado al oeste. Está en la ribera del margen derecho del río Tajo a lo largo de los límites con las dos freguesias de ciudad de Abrantes.

## Historia
Fue suprimida el 28 de enero de 2013 en aplicación de una resolución de la Asamblea de la República portuguesa promulgada el 16 de enero de 2013 al unirse con la freguesia de Rossio ao Sul do Tejo, formando la nueva freguesia de São Miguel do Rio Torto e Rossio ao Sul do Tejo.